# مكثف غلوون
مكثف غلوون في الديناميكا اللونية الكمومية، مكثف الغلوون هو خاصية غير مضطربة لفراغ QCD والتي يمكن أن تكون مسؤولة جزئيًا عن إعطاء كتل للميزونات الخفيفة.
إذا مثل موتر مجال الغلوون على أنه Gμν، فإن مكثف الغلوون هو قيمة توقع الفراغ{\displaystyle \langle G_{\mu \nu }G^{\mu \nu }\rangle }. ليس من الواضح بعد ما إذا كان هذا التكثيف مرتبط بأي من تغير الطور المعروف في مادة الكوارك. كانت هناك دراسات متفرقة لأنواع أخرى من مكثفات الغلوون ، تتضمن عددًا مختلفًا من حقول الغلوون.